# Karkhiyal, Aurad
Karkhiyal là một làng thuộc tehsil Aurad, huyện Bidar, bang Karnataka, Ấn Độ.